# Richard Smith (évêque)
Pour les articles homonymes, voir Richard Smith et Smith.
Richard William Smith, né le 28 avril 1959, à Halifax, en Nouvelle-Écosse est un prélat catholique canadien, archevêque de Vancouver depuis le 25 février 2025.

## Biographie
Il a été ordonné prêtre le 23 mai 1987 pour le diocèse de Halifax où il a exercé diverses fonctions dont celles de vicaire général et de responsable de la pastorale auprès des communautés francophones. Il détient une maîtrise en Sciences religieuses de l'« Atlantic School of Theology » de Halifax et un doctorat en théologie de l'Université pontificale grégorienne de Rome. 
Depuis son ordination épiscopale en juin 2002, il était évêque de Pembroke, où lui succède Michel Mulhall. Le siège épiscopal d'Edmonton était vacant depuis le départ de Thomas Collins nommé archevêque de Toronto en décembre 2006.
Depuis son ordination épiscopale, Richard Smith est membre de la Conférence des évêques catholiques du Canada (CECC) où il préside à la Commission pour l'éducation chrétienne du Secteur anglais depuis 2003. 
Conseiller spirituel de la « Catholic Women's League » (CWL), il assumait aussi, au moment de sa nomination à Edmonton, la présidence de la Conférence des évêques catholiques de l'Ontario.
Le 25 février 20225, il est nommé archevêque de Vancouver.